# Бромид тантала(V)
Бромид тантала(V) — неорганическое соединение, соль металла тантала и бромистоводородной кислоты с формулой TaBr5, жёлтые кристаллы, реагирует с водой.

## Получение
- Действие брома на порошкообразный тантал:

{\displaystyle {\mathsf {2Ta+5Br_{2}\ {\xrightarrow {260-300^{o}C}}\ 2TaBr_{5}}}}
- Действие брома на смесь оксида тантала(V) с углём:

{\displaystyle {\mathsf {Ta_{2}O_{5}+5Br_{2}+5C\ {\xrightarrow {T}}\ 2TaBr_{5}+5CO}}}

## Физические свойства
Бромид тантала(V) образует жёлтые гигроскопичные кристаллы, 
моноклинной сингонии, 
пространственная группа C 2/m, 
параметры ячейки a = 1,9433 нм, b = 1,8775 нм, c = 0,62034 нм, β = 90,72°, Z = 12.
В кристаллах молекулы димерны Ta2Br10.
Бромид тантала(V) «дымит» на воздухе, гидролизуется водой.
Растворяется в метаноле, этаноле, сероуглероде.

## Химические свойства
- Реагирует с водой:

{\displaystyle {\mathsf {2TaBr_{5}+5H_{2}O\ {\xrightarrow {}}\ Ta_{2}O_{5}\downarrow +10HBr}}}